# Bartrès
Bartrès település Franciaországban, Hautes-Pyrénées megyében. Lakosainak száma 510 fő (2022. január 1.). Bartrès Lamarque-Pontacq, Adé, Loubajac, Lourdes, Ossun és Poueyferré községekkel határos.

## Népesség
A település népességének változása:
| Lakosok száma | 473  | 491  | 519  | 514  | 527  | 553  | 560  | 535  | 510  |
|               | 2013 | 2015 | 2016 | 2017 | 2018 | 2019 | 2020 | 2021 | 2022 |